# Jock Clear
Jock Clear (Portsmouth, 12 settembre 1963) è un ingegnere britannico, è stato  direttore dell'ingegneria della Scuderia Ferrari e Senior Performance Engineer della Ferrari. Attualmente è il direttore della Ferrari Driver Academy. In precedenza era l'ingegnere di pista per Lewis Hamilton (dal 2013 al 2014), Michael Schumacher (dal 2011 al 2012), Nico Rosberg (nel 2010), Rubens Barrichello (dal 2006 al 2009), Takuma Sato (dal 2003 al 2005), Jacques Villeneuve (dal 1996 al 2003), David Coulthard (dal 1994 al 1995) e Johnny Herbert (nel 1994).

## Biografia
Jock Clear ha frequentato il liceo a Portsmouth e si è laureato nel 1987 con una laurea in ingegneria meccanica presso la Heriot-Watt University di Edimburgo. 
La sua carriera nel motorsport è iniziata alla Lola, dove ha lavorato come ingegnere progettista per poi passare alla posizione di capo del design composito alla Benetton nel 1989. Nel 1992 ha lavorato come progettista ad alte prestazioni alla Leyton House, poi si unì al Team Lotus, dove divenne ingegnere di pista di Johnny Herbert nel 1994. Quando Lotus fallisce alla fine dell'anno, si trasferisce alla Williams e diviene ingegnere di pista di David Coulthard,  che ha vinto il suo primo Gran Premio in Portogallo e finisce terzo nel campionato piloti. 
Jacques Villeneuve si unisce alla Williams nel 1996 e Clear è stato il suo ingegnere di pista; il canadese ha vinto il campionato del mondo l'anno successivo sotto la guida di Clear. Quando Villeneuve si trasferì alla BAR per la stagione 1999, Clear l'ha seguito. Il rapporto è continuato fino al Gran Premio del Giappone 2003, quando Villeneuve non disputò la gara. Takuma Satō ha preso il suo posto e ha raggiunto il sesto posto al suo debutto in gara con la squadra. Clear ha lavorato con Sato ancora nel 2004-2005 e poi con Rubens Barrichello 2006-2009. Dopo che la squadra è diventata Brawn GP nel 2009, Barrichello ha vinto il Gran Premio d'Europa e il Gran Premio d'Italia ed è finito al terzo posto nel Campionato del mondo 2009. 
Nel novembre 2007, Clear ha ricevuto un dottorato onorario di Ingegneria dalla Heriot-Watt University "in riconoscimento del suo straordinario successo nell'applicazione Ingegneria negli ambienti più esigenti e competitivi e come un modello per giovani ingegneri." 
Da dicembre 2014, Jock Clear è in Scuderia Ferrari, in qualità di capo delle strategie.